# Международный аэропорт имени Клейтона Дж. Ллойда
Международный аэропорт имени Клейтона Дж. Ллойда (англ. Clayton J. Lloyd International Airport), также известный как Аэропорт Уоллблейк (англ. Wallblake Airport), (ИАТА: AXA, ИКАО: TQPF) — небольшой коммерческий аэропорт, обслуживающий авиаперевозки государства Ангилья (Британские заморские территории). Расположен в столице Ангильи городе Валли.

## Общие сведения
Аэропорт получил своё официальное название 4 июля 2010 года.